# Ognjen Vukojević
Ognjen Vukojević, né le 20 décembre 1983 à Bjelovar (Yougoslavie, aujourd'hui en Croatie), est un footballeur international croate.

## Palmarès

### Dinamo Zagreb
- Champion de Croatie en 2006, 2007, 2008 et 2015.
- Vainqueur de la Coupe de Croatie en 2007, 2008 et 2015.
- Vainqueur de la Supercoupe de Croatie en 2006.

### Dynamo Kiev
- Champion d'Ukraine en 2009.
- Vainqueur de la Coupe d'Ukraine en 2014.
- Vainqueur de la Supercoupe d'Ukraine en 2009 et 2011.

### Austria Vienne
Austria Vienne
- Championnat d'Autriche : Vice-champion 2017

## Vie privée
Il est le parrain du fils de son compatriote Eduardo da Silva les deux compères étant amis depuis l'arrivée du Brésilien de naissance au Dinamo Zagreb au début de sa carrière.